# 神奈川県立保土ケ谷支援学校
神奈川県立保土ケ谷支援学校（かながわけんりつ ほどがやしえんがっこう）は、神奈川県横浜市保土ケ谷区に所在する特別支援学校。知的障害教育部門の小学部・中学部・高等部を設置している。また、神奈川県立舞岡高等学校に舞岡分教室、神奈川県立横浜平沼高等学校内に横浜平沼分教室を設置している。

## 沿革
- 1976（昭和51）年1月 - 神奈川県立保土ケ谷養護学校 設置[1]
- 1976（昭和51）年4月 - 第1回入学式 小学部・中学部 計3学級
- 1977（昭和52）年4月 - 高等部設置
- 2004（平成16）年4月 - 高等部舞岡分教室設置（舞岡高等学校内）
- 2010（平成22）年4月 - 高等部横浜平沼分教室設置（横浜平沼高等学校内）

## 児童・生徒数
令和7年度（2025年）
- 小学部：74名[2]
- 中学部：49名[3]
- 高等部：97名[4]
- 横浜平沼分教室：45名[5]
- 舞岡分教室：45名[6]

## スクールバスコース
水道道コース、品濃中央公園コース、東戸塚コース

## 指定地域（高等部）
本校
- 横浜市西区、横浜市中区、横浜市南区、横浜市港南区、横浜市保土ケ谷区、横浜市戸塚区、すみれ園

舞岡分教室
- 横浜市

横浜平沼分教室
- 横浜市、川崎市[8]

## 所在地
本校
〒240-0026　神奈川県横浜市保土ヶ谷区権太坂1-8-1
舞岡分教室
〒244-0814　神奈川県横浜市戸塚区南舞岡3-36-1（神奈川県立舞岡高等学校内）
横浜平沼分教室
〒220-0073　神奈川県横浜市西区岡野1-5-8（神奈川県立横浜平沼高等学校内）

## 周辺施設
- 横浜市立権太坂小学校
- 神奈川県立光陵高等学校

## 本校へのアクセス
- JR保土ケ谷駅東口からバス8分「権太坂」バス停下車 徒歩7分
- JR東戸塚駅東口からバス10分「境木中学校前」バス停下車 徒歩10分